# Jeanne Villepreux-Power
Jeanne Villepreux-Power, francoska morska biologinja in izumiteljica, * 24. september 1794, † 25. januar 1871.
Leta 1832 je izumila akvarij, v katerem je izvajala znanstveno preučevanje morskih organizmov. Angleški biolog Richard Owen jo je poimenoval »mati akvaristike«.